# サンショクツバメ
サンショクツバメ（学名:Hirundo pyrrhonota）は、スズメ目ツバメ科に分類される鳥類の一種。